# Rodolfo Brondi
Rodolfo Brondi (Livorno, 11 febbraio 1912 – ...) è stato un calciatore e allenatore di calcio italiano, di ruolo difensore.
Era fratello maggiore di Oreste (II) e Dandolo Brondi (III), a loro volta ex calciatori professionisti; per questo motivo era noto anche come Brondi I.

## Biografia
Nel 1935 ha combattuto nella Guerra di Etiopia, a causa della quale ha saltato quasi tutta la stagione 1935-1936.

## Caratteristiche tecniche
Veniva schierato come centromediano nel Metodo; oltre che in fase difensiva era particolarmente abile anche ad impostare il gioco, con lunghi lanci per le ali o le mezzeali

## Carriera

### Giocatore
Ad inizio stagione ha giocato numerose partite in terza serie con la Dopolavoro Portuale Livorno, la Torres, la Grion Pola (con cui nella stagione 1932-1933 aveva giocato in Serie B), il Potenza ed il Catania, con la cui maglia ha anche conquistato una promozione in Serie B. Nella stagione 1939-1940 ha giocato 30 partite in Serie B con l'Anconitana, segnando anche una rete; l'anno seguente gioca altre 13 partite in seconda serie e, dopo una stagione in Serie C sempre con l'Anconitana, nella stagione 1942-1943 ha segnato un gol in 21 presenze in Serie B. Dopo la guerra viene tesserato dalla Lucchese, in Serie C; l'anno seguente gioca invece 41 partite in Serie B con il Viareggio, per poi chiudere la carriera dopo aver giocato per un'ulteriore stagione in terza serie.

### Allenatore
Dopo aver allenato per molti anni nelle serie minori, nella seconda parte della stagione 1951-1952 ha allenato il Catania in Serie B; con la squadra etnea ha vinto le prime quattro partite disputate, ma un successivo calo di risultati ne determina l'esonero a due giornate dalla fine del campionato, in favore di Fioravante Baldi, per cui Brondi continuò a lavorare come vice.
L'anno seguente ha invece guidato la Lucchese, sempre in Serie B.

## Palmarès

### Club

#### Competizioni nazionali
- Serie C: 2

Catania: 1938-1939
Anconitana-Bianchi: 1941-1942